# Helichrysum rotundifolium
Helichrysum rotundifolium là một loài thực vật có hoa trong họ Cúc. Loài này được (Thunb.) Less. mô tả khoa học đầu tiên.